# Glen Campbell: I'll Be Me
Glen Campbell: I'll Be Me è un documentario del 2014 diretto da James Keach.

## Riconoscimenti
- 2015 - Premi Oscar
  - Candidatura per la Miglior canzone a Glen Campbell e Julian Raymond